# Gibała
Gibała (deutsch Giballen) ist ein kleiner Ort in der polnischen Woiwodschaft Ermland-Masuren und gehört zur Gmina Olsztynek (Stadt- und Landgemeinde Hohenstein i. Ostpr.) im Powiat Olsztyński (Kreis Allenstein).

## Geographische Lage
Gibała liegt am Ostufer der Drewenz (polnisch Drwęca) im Südwesten der Woiwodschaft Ermland-Masuren, 18 Kilometer südöstlich der früheren Kreisstadt Osterode in Ostpreußen (polnisch Ostróda) bzw. 30 Kilometer südwestlich der heutigen Kreismetropole und Woiwodschaftshauptstadt Olsztyn (deutsch Allenstein).

## Geschichte
Die kleine – vor 1785 Rother Theer-Ofen, nach 1785 Gyballen genannte – Försterei gehörte vor 1945 zum Staatsforst Jablonken (1938 bis 1945 Seehag, polnisch Jabłonka).
Am 5. Juni 1884 wurde der Forstschutzbezirk Giballen aus dem Amtsbezirk Reichenau (polnisch Rychnowo) im Kreis Osterode in Ostpreußen in den Nachbaramtsbezirk Hohenstein i. Ostpr.-Land im gleichen Kreisgebiet umgegliedert. Am 3. November 1908 erfolgte – zusammen mit dem Gutsbezirk Luttkenwalde und dessen Ortsteil Heidemühl (polnisch Lutek Leśny bzw. Borowy Młyn, beide nicht mehr existent) – die Rückgliederung in den Amtsbezirk Reichenau, jetzt innerhalb des Gutsbezirks Maranserheide, Forst. Am 15. November 1928 schließlich wurde die Försterei Giballen nach Groß Kirsteinsdorf (polnisch Kiersztanowo) eingemeindet.
1945 kam in Kriegsfolge das gesamte südliche Ostpreußen zu Polen, somit auch Giballen. Der kleine Forstort erhielt die polnische Namensform „Gibała“ und ist heute – zugeordnet dem Schulzenamt (Sołectwo) Warlity Małe (Warglitten bei Hohenstein) – als Osada leśna („Forstsiedlung“) eine Ortschaft innerhalb der Gmina Olsztynek (Stadt- und Landgemeinde Hohenstein i. Ostpr.) im Powiat Olsztyński (Kreis Allenstein), bis 1998 der Woiwodschaft Olsztyn, seither der Woiwodschaft Ermland-Masuren mit Sitz in Olsztyn (Allenstein) zugehörig.

## Kirche
Bis 1945 war die Försterei Giballen in die evangelische Kirche Wittigwalde (polnisch Wigwałd) in der Kirchenprovinz Ostpreußen der Kirche der Altpreußischen Union, außerdem in die römisch-katholische Kirche der Stadt Gilgenburg (polnisch Dąbrówno) im Bistum Ermland eingepfarrt.
Heute gehört Gibała katholischerseits zur St.-Peter-und-Paul-Kirche Kiersztanowo (Groß Kirsteinsdorf) im Erzbistum Ermland, evangelischerseits zur Kirche in Olsztynek (Hohenstein i. Ostpr.), einer Filialkirche von Olsztyn in der Diözese Masuren der Evangelisch-Augsburgischen Kirche in Polen.

## Verkehr
Gibała ist von Kiersztanowo aus über einen Landweg zu erreichen. Eine Bahnanbindung besteht nicht.